# NGC 4459
NGC 4459 este o galaxie lenticulară situată în constelația Părul Berenicei. A fost descoperită în 14 ianuarie 1787 de către William Herschel. Se află la o distanță de 15,85 megaparseci de Pământ.